# Tả truyện

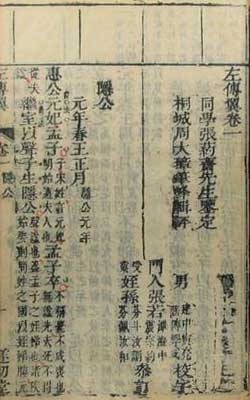

Tả truyện (tiếng Trung Quốc: 左傳; bính âm: Zuo Zhuan; Wade-Giles: Tso Chuan), Xuân Thu Tả thị truyện (tiếng Trung: 春秋左氏傳), hay Tả thị Xuân Thu (tiếng Trung: 左氏春秋), là tác phẩm sớm nhất của Trung Quốc viết về lịch sử phản ánh giai đoạn từ năm 722 TCN đến năm 468 TCN.

## Tác giả
Theo truyền thống, Tả truyện thường được coi là tác phẩm của Tả Khâu Minh, và là truyện của kinh Xuân Thu, mặc dầu một số học giả hiện nay vẫn còn tranh luận về điều này. Đa phần học giả nổi tiếng trong số đó, như Dương Bá Tuấn (楊伯峻) cho rằng tác phẩm đã được sáng tác thời Chiến Quốc, và nó đã được hoàn thành không muộn hơn năm 389 TCN.
Nhà sử học hiện đại Trung Quốc là Lê Đông Phương diễn giải về tác giả Tả truyện theo hướng khác. Ông nêu các luận điểm:
Tác giả Tả thị Xuân Thu (tức Tả truyện) không thể là Tả Khâu Minh vì họ của Tả Khâu Minh là Tả Khâu chứ không phải Tả.
Hai chữ Tả truyện có thể không phải là tên người mà là tên địa phương. Tả Thị là quê của danh tướng Ngô Khởi. Ngô Khởi lại là đệ tử của một người học trò của Khổng Tử, tên là Bốc Thương - còn gọi là Tử Hạ. Tử Hạ có sở trường về văn chương.
Có thể chính Tử Hạ mới là tác giả sách này. Ngô Khởi mang bộ sách này về quê Tả Thị. Về sau, bộ sách ấy được các đệ tử của ông mang từ Tả Thị qua nơi khác. Khi sách được truyền bá, người ta quen gọi "Sách Xuân Thu xuất phát từ họ Tả" - và nói gọn lại là Tả thị Xuân Thu, hay Tả truyện.

## Nội dung
Theo thứ tự 12 đời vua nước Lỗ từ Lỗ Ẩn Công năm thứ nhất đến Lỗ Ai Công năm thứ hai mươi bảy, tổng cộng 254 năm, Tả truyện ghi chép lịch sử các nước chư hầu lúc bấy giờ, toàn bộ khoảng 18 vạn chữ.
| Vua nước Lỗ   | Số năm | Niên đại         |
| ------------- | ------ | ---------------- |
| Lỗ Ẩn Công    | 11     | 722 TCN－712 TCN |
| Lỗ Hoàn Công  | 18     | 711 TCN－694 TCN |
| Lỗ Trang Công | 32     | 693 TCN－662 TCN |
| Lỗ Mẫn Công   | 2      | 661 TCN－660 TCN |
| Lỗ Hy Công    | 33     | 659 TCN－627 TCN |
| Lỗ Văn Công   | 18     | 626 TCN－609 TCN |
| Lỗ Tuyên Công | 18     | 608 TCN－591 TCN |
| Lỗ Thành Công | 18     | 590 TCN－573 TCN |
| Lỗ Tương Công | 31     | 572 TCN－542 TCN |
| Lỗ Chiêu Công | 32     | 541 TCN－510 TCN |
| Lỗ Định Công  | 15     | 509 TCN－495 TCN |
| Lỗ Ai Công    | 27     | 494 TCN－468 TCN |

Cuối sách phụ thêm sự kiện Trí bá diệt vong vào năm Lỗ Điệu Công thứ tư.

## Đánh giá
Cuốn sách này là một trong những nguồn tài liệu quan trọng để hiểu được lịch sử giai đoạn Xuân Thu.
Cuốn sách cũng chứa đựng thông tin đầu tiên đề cập tới cờ vây trong đoạn viết về năm thứ 25 Lỗ Tương Công theo lịch Gregory là năm 548 TCN.
Với phong cách hành văn dễ hiểu và cô đọng, Tả truyện cũng là một tác phẩm quý giá trong những văn bản kinh điển Trung Quốc. Tác phẩm này và cuốn Sử ký Tư Mã Thiên được nhiều thế hệ coi là những khuôn mẫu văn chương có phong cách duy nhất thời Trung Hoa cổ đại.
Về sau, đời Tây Tấn có danh tướng Đỗ Dự say mê sách Tả truyện đến mức thường mang theo trên mình ngựa khi đi ra ngoài, nên bị gọi là mắc "bệnh Tả truyện".